# Bathysiphoninae
Bathysiphoninae es una subfamilia de foraminíferos bentónicos de la familia Rhabdamminidae, del de la superfamilia Astrorhizoidea, del suborden Astrorhizina y del orden Astrorhizida. Su rango cronoestratigráfico abarca desde el Cámbrico hasta la Actualidad.

## Discusión
Clasificaciones previas elevaban Bathysiphoninae a la categoría de familia (Familia Bathysiphonidae) y la incluían en el suborden Textulariina del orden Textulariida.

## Clasificación
Bathysiphonidae incluye a los siguientes géneros:
- Bahianotubus
- Bathysiphon
- Bogdanowiczia
- Nothia †
- Psammosiphonella
- Rhabdamminella

Otros géneros inicialmente asignados a Bathysiphoninae y actualmente clasificados en otras familias son:
- Astrorhizinulla, ahora en la familia Hippocrepinellidae
- Platysolenites †, ahora en la familia Hyperamminidae

Otros géneros considerados en Bathysiphoninae son:
- Dendrophryopsis †, aceptado como Nothia
- Flagrina †, aceptado como Bathysiphon
- Rhabdaminella, considerado como Bathysiphon o como Marsipella
- Silicobathysiphon †, aceptado como Bathysiphon
- Yokoia †, aceptado como Bathysiphon